# Andratx
Andratx is een gemeente in de Spaanse provincie en regio Balearen met een oppervlakte van 81 km². Andratx heeft 10.873 inwoners (1 januari 2016). De gemeente ligt op het eiland Mallorca, in het gebergte Serra de Tramuntana. Ook het eiland Dragonera is bij de gemeente gevoegd.

## Plaatsen
De gemeente omvat de volgende kernen:
- Andratx
- Port d'Andratx
- sa Coma
- s'Arracó
- San Telmo
- Camp de Mar

## Verkeer en vervoer
De belangrijkste verbindingsweg naar de gemeente is de Ma-1 vanuit Palma.

## Demografische ontwikkeling
Bron: INE; 1857-2011: volkstellingen
Opm.: Tussen 1930 en 1950 daalde het bevolkingscijfer door emigratie
Alaró · Alcúdia · Algaida · Andratx · Ariany · Artà · Banyalbufar · Binissalem · Búger · Bunyola · Calvià · Campanet · Campos · Capdepera · Consell · Costitx · Deià · Escorca · Esporles · Estellencs · Felanitx · Fornalutx · Inca · Lloret de Vistalegre · Lloseta · Llubí · Llucmajor · Manacor · Mancor de la Vall · Maria de la Salut · Marratxí · Montuïri · Muro · Palma · Petra · Pollença · Porreres · Puigpunyent · Sa Pobla · Sant Joan · Sant Llorenç des Cardassar · Santa Eugènia · Santa Margalida · Santa María del Camí · Santanyí · Selva · Sencelles · Ses Salines · Sineu · Sóller · Son Servera · Valldemossa · Vilafranca de Bonany